# Handle with Care (filme)
Handle with Care, é uma comédia dramática estadunidense de 1977 de dirigida por Jonathan Demme.
O filme faz parte da lista dos 1000 melhores filmes de todos os tempos do The New York Times.